# Фридрих Кристиан II (Шлезвиг-Холщайн-Зондербург-Августенбург)
Фридрих Кристиан II фон Шлезвиг-Холщайн-Зондербург-Августенбург (на немски: Friedrich Christian II., Herzog von Schleswig-Holstein-Sonderburg-Augustenburg; Friedrich Christian von Augustenburg; * 28 септември 1765, Аугустенбург, Дания; † 14 юни 1814, Аугустенбург) от страничната линия на фамилията Олденбург, е херцог на Шлезвиг-Холщайн-Зондербург-Августенбург (1794 – 1814).

## Биография
Той е големият син на херцог Фридрих Кристиан I (1721 – 1794) и съпругата му принцеса Шарлота Амалия Вилхелмина фон Шлезвиг-Холщайн-Зондербург-Пльон (1744 – 1770), дъщеря на херцог Фридрих Карл фон Шлезвиг-Холщайн-Зондербург-Пльон (1706 – 1761) и графиня Кристиана Армгардис (Ирмгард) фон Ревентлов (1711 – 1779).
Фридрих Кристиан II следва в университета в Лайпциг и след това посещава някои немски двора. Той е масон и илюминат.
На 27 май 1786 г. в Кристиансборг се жени за принцеса Луиза Августа Датска (* 7 юли 1771, дворец Хиршхолм; † 13 януари 1843, Августенбург), дъщеря на датския крал Кристиан VII (1749 – 1808) и принцеса Каролина Матилда Великобританска (1751 – 1775). Затова той проявява претенции за датския трон.
През 1786 г. Фридрих Кристиан II става държавен съветник, а през 1788 г. патрон на университета в Копенхаген. Заедно с граф Ернст Хайнрих фон Шимелман той предлага през 1791 г. на болния Фридрих Шилер годишна пенсия от 1000 талера, която му се плаща три години.
Брат му Кристиан Август (1768 – 1810) е избран през 1810 г. за наследник на трона на Швеция, но умира преди коронизацията. Фридрих Кристиан II показва след това също интерес за шведската корона, но е поставен под домашен арест в двореца му Августенбург от датска флотилия, понеже датският крал Фредерик VI има интерес за шведския трон. Шведската корона отива накрая на французина Карл XIV Йохан.
Фридрих Кристиан II умира на 14 юни 1814 г. на 48 години в Августенбург, Дания.

## Деца
Фридрих Кристиан II и Луиза Августа Датска имат три деца:
- Каролина Амалия (* 28 юни 1796, Копенхаген; † 9 март 1881, Копенхаген), омъжена на 22 май 1815 г. в Августенбург за крал Кристиан VIII от Дания (* 18 септември 1786; † 20 януари 1848)
- Кристиан Август (* 19 юли 1798, Копенхаген; † 11 март 1869, Примкенау, Силезия), от 1814 г. херцог на Шлезвиг-Холщайн-Зондербург-Августенбург, женен на 18 септември 1820 г. в Гиселфелд за графиня Луиза София от Данескиолд-Самсойе (* 22 септември 1796, Дания; † 11 март 1867, Примкенау)
- Фридрих Емил Август (* 23 август 1800, Кил; † 5 юли 1865, Бейрут), на 6 октомври 1864 г. австрийският император го прави княз на Ноер, за когото майка му купува дворец Ноер, женен I. на 17 септември 1829 г. в Августенбург за графиня Хенриета фон Данескиолд-Самсое (* 9 май 1806, Гиселфелд; † 10 септември 1858, Париж), II. (морг.) на 3 ноември 1864 г. в Париж за Мари Естер Лее/Мари фон Валдерзее (* 3 октомври 1837, Ню Йорк; † 4 юли 1914, Хановер)
- син (*/† 8 април 1807)